# 黃機 (順治進士)
黃機（1612年—1686年），字次辰，號雪台，浙江杭州府錢塘縣人，清朝政治人物。

## 生平
順治三年（1646年）丙戌科浙江鄉試第九十七名舉人，四年（1647年）丁亥科二甲第二十七名進士。選翰林院庶吉士，六年（1649年）散館授編修，十年（1653年）順治帝巡院時命其與侍講、纂修等撰文，同年升左春坊左中允兼翰林院侍讀，十二年（1655年）進諫請求對太祖、太宗聖訓編撰，獲准，充纂修官，十三年（1656年）升左庶子，十四年（1657年）任翰林院侍讀學士，十七年（1660年）升禮部右侍郎，康熙六年（1667年）升禮部尚書，疏奏民窮之根源在於官吏、兵丁、權貴的欺壓等，主張嚴肅吏治，皆獲准。七年（1668年）改戶部尚書，八年（1669年）改吏部尚書，十一年（1672年）辯議任用官員的制度和品級的授予，被御史季振宜論劾，經再三自辯而免罪責，不久因遷葬而上奏歸里。十八年（1679年）奉旨回京，署吏部尚書管刑部，十九年（1680年）任吏部尚書，引老告歸，不准，二十一年（1682年）升文華殿大學士兼吏部尚書，二十二年（1683年）致仕歸里，二十五年（1686年）卒，贈太師，諡文僖。葬於靈鷲峰金墩武林白樂橋之南。著有《浥露堂詩文集》。《清史稿》有傳。

## 家族
子黃彥博。孫女黃蘭次嫁戲曲家洪昇。